# 阿尔·鲁亚克
阿洛伊修斯·R·鲁亚克（英語：Aloysius R. Lujack，1921年10月5日—2002年12月26日），美国NBA联盟前职业篮球运动员。